# Novi Skucani
Novi Skucani – wieś w Chorwacji, w żupanii bielowarsko-bilogorskiej, w gminie Kapela. W 2011 roku liczyła 196 mieszkańców.